# 霧島町
霧島町（きりしまちょう）は、鹿児島県の中央部にあった町で、姶良郡に属した。
現在の霧島市のうち「霧島」を冠する地域にあたる。

## 地理
鹿児島県（離島部除く）の中央部にあり、東西9.1 km、南北16.5 kmの長さを持つ。霧島火山群に含まれるため標高は240mから1,500mに及ぶ高地である。
- 山
  - 霧島山（日本百名山）
    - 高千穂峰
    - 新燃岳
    - 韓国岳
- 国立公園
  - 霧島屋久国立公園

## 歴史
奈良時代まで南九州一帯は日向国であったが、奈良時代の713年（和銅6年）に肝属郡・囎唹郡・大隅郡・姶羅郡を割いて大隅国が成立した。後の霧島町域は大隅国の囎唹郡に含まれた。
その後は江戸時代まで囎唹郡囎唹郡郷であったが、1811年（文化8年）頃に襲山郷（そのやまごう）と改称される。1869年(明治2年）、桑原郡の日当山郷を編入。1871年（明治4年）の廃藩置県により都城県に所属した。2年後の1873年（明治6年）、都城県と美々津県が合併して宮崎県となるが、大隅国は鹿児島県に所属した。
1889年（明治22年）に町村制が施行され、襲山郷（外城）は東襲山村と西襲山村（旧日当山郷の全域）とに分かれた。1934年（昭和9年）、霧島山が日本初の国立公園として指定されたのを機会に村名改称が論議され、1935年（昭和10年）に東襲山村を霧島村と改称した。1950年（昭和25年）に松永の大部分及び重久の一部が日当山村に編入され、重久の大部分及び松永の残部が東襲山村となり田口・大窪・川北・永水（重久の残部が改称）が霧島村となる。1958年（昭和33年）に町制施行がなされ霧島町となった。2005年（平成17年）11月に周辺7市町が合併して霧島市が誕生し、現在に至っている。

### 年表
- 1889年（明治22年）4月1日 - 町村制施行に伴い、西囎唹郡大久保村・川北村・重久村・田口村・松永村の区域をもって東襲山村が発足。
- 1897年（明治30年）4月1日 - 所属が姶良郡へ変更[1]。
- 1935年（昭和10年）7月10日 - 霧島村に改称。
- 1947年（昭和22年）11月3日 - 大字重久の一部を清水村大字郡田に編入。
- 1950年（昭和25年）4月1日 - 大字重久の大部分及び大字松永の一部が分立し東襲山村が成立。大字松永の大部分及び重久の一部が日当山村に編入（日向山村大字松永）される。霧島村に残った重久の一部は永水と改称。
- 1958年（昭和33年）11月3日 - 町制施行により霧島町となる。
- 2005年（平成17年）11月1日 - 国分市・姶良郡隼人町・福山町・溝辺町・牧園町・横川町と合併し、霧島市が発足。

## 行政
町長
- 初代：新村親志
- 2代：内村義幸
- 3代：川野正雄
- 4代：木野田貞則
- 5代：近藤好夫
- 6代：吉村久則

## 姉妹都市・提携都市
海外
- ソノラ市（アメリカ合衆国 カリフォルニア州）

## 地域

### 教育
中学校
- 霧島町立霧島中学校

小学校
- 霧島町立霧島小学校
- 霧島町立大田小学校
- 霧島町立永水小学校

## 交通
航空
最寄り空港は鹿児島空港。
鉄道
- 九州旅客鉄道（JR九州）
  - 日豊本線：北永野田駅 - 霧島神宮駅

バス
- 一般路線バス
  - 林田バス（現・いわさきバスネットワーク）

道路
- 高速道路なし（最寄りインターチェンジは九州自動車道横川インターチェンジまたは溝辺鹿児島空港インターチェンジ）
- 一般国道
  - 国道223号（日本の道100選指定）
- 道の駅
  - 霧島

## 名所・旧跡・観光スポット・祭事・催事
- 霧島神宮（別表神社）
- 神話の里公園
- 霧島神宮温泉（国民保養温泉地）

## 出身有名人
- 小里貞利（政治家）
- 瀬下豊（お笑い芸人、天竺鼠）